# Joseph Gallieni
Joseph Simon Gallieni (ur. 24 kwietnia 1848 w Saint-Béat w departamencie Górna Garonna, zm. 27 maja 1916 w Wersalu) – francuski generał, w 1921 mianowany pośmiertnie marszałkiem Francji.

## Życiorys
Ukończył szkołę wojskową Saint-Cyr. Następnie służył w piechocie morskiej. Uczestnik przegranej wojny francusko-pruskiej (1870–1871). Po wojnie zajmował stanowiska w administracji kolonialnej w Maroku, Senegalu i Wietnamie. Od 1873 podporucznik, od 1878 kapitan. W latach 1877–1881 brał udział w ekspedycji wojskowo-geograficznej w dorzeczu rzeki Niger. Służył na Martynice, a od 1886 był naczelnym dowódcą wojsk francuskich w Sudanie. Od 1891 dowódca wojsk ekspedycyjnych w Wietnamie (tzw. Indochiny Francuskie), gdzie zdławił powstanie ludności miejscowej. W latach 1896–1905 pełnił funkcję generała-gubernatora Madagaskaru, gdzie kierował pacyfikacją powstania największego plemienia malgaskiego. Po zajęciu stolicy Madagaskaru włączył wyspę do strefy wpływów francuskich, mimo oporu Anglików. Po tym dowodził 13. i 14. Korpusem. Od 1908 członek Wyższej Rady Wojennej. W 1911 kandydat na głównodowodzącego armii francuskiej. Zdecydowany przeciwnik generała Josepha Joffre'a. W kwietniu 1914 przeszedł w stan spoczynku, jednakże rząd francuski postanowił za jego zasługi pozostawić go honorowo w czynnej służbie wojskowej aż do śmierci. 
Kiedy rozpoczęła się I wojna światowa francuski minister wojny Adolphe Messimy zwrócił się do gen. Josepha Joffre'a z propozycją utworzenia Armii Specjalnej pod dowództwem gen. Gallieni, w celu obrony Paryża. Nie otrzymując odpowiedzi, A. Messimy 26 sierpnia 1914 wyznaczył generała Gallieni wojskowym gubernatorem Paryża i komendantem twierdzy, podporządkowując go bezpośrednio rządowi z pominięciem naczelnego dowódcy. Jednocześnie zażądał od naczelnego dowódcy wydzielenia trzech korpusów do obrony Paryża. Konflikt z Joffre spowodował upadek gabinetu i wyznaczenie nowego ministra wojny, a Gallieni od 1 września został podporządkowany naczelnemu dowódcy. Garnizon twierdzy paryskiej (4 linie umocnione z 22 fortami i 31 redutami) liczył ok. 5,5 dywizji. Od 1 września Gallieni była podporządkowana 6. Armia, wzmocniona 4. Korpusem Armijnym z 3. Armii. 2 września rząd opuścił Paryż. Miasto pozostało w podporządkowaniu Gallieni:

Otrzymałem rozkaz obrony Paryża przed wrogiem i rozkaz ten wypełnię do końca.

W znacznym stopniu Gallieni był twórcą „cudu nad Marną”. Nie zgadzał się z Josephem Joffre co do momentu przejścia wojsk do natarcia. 4 września otrzymał wiadomości, ze 1. Armia Niemiecka nie uderza na Paryż. Zwrócił się do gen. Joffre z propozycja uderzenia armią gen. Michela Maunoury’ego w skrzydło armii niemieckiej. Wsparł armię Maunoury’ego siłami wojsk garnizonu Paryża, mimo zagrożenia miasta, wysyłając żołnierzy do walki na zarekwirowanych samochodach, w tym paryskich taksówkach. 3 grudnia 1915 Gallieni został ministrem wojny. Zwolennik ustanowienia jednoosobowego dowodzenia. 3 grudnia 1915 gen. Joffre wprowadził organ Naczelnego Dowództwa, podporządkowując Gallieni całą armię francuską na wszystkich frontach. 17 marca 1916 w związku z ciężka chorobą odszedł ze stanowiska ministra wojny. W maju 1916 zmarł po operacji prostaty, w wieku 68 lat.
Autor prac wojskowo-historycznych, m.in.: „Ekspedycja po rzece Niger”, „Podróż do francuskiego Sudanu”, „Dwie kampanie w Sudanie”, „Wspomnienia” - wydane po śmierci, w 1926.